# Brachycara thomsoni
Brachycara thomsoni är en tvåvingeart som beskrevs av Mario Bezzi 1928. Brachycara thomsoni ingår i släktet Brachycara och familjen vapenflugor.
Artens utbredningsområde är Fiji. Inga underarter finns listade i Catalogue of Life.